# Megasztár (első évad)
2003 őszén indult és 2004 tavaszán ért véget.

## Összesített eredmények
1. Tóth Vera
2. Oláh Ibolya
3. Gáspár László (vigaszágról)
4. Kandeh Evelyne
5. Schmidt Vera
6. Nagy Edmond
7. Szabó Leslie (vigaszágról)
8. Schmidt Barbara
9. Dér Heni
10. Mujahid Zoltán
11. Galambos Dorina
12. Aczél Gergő

### Az első széria vigaszágasai
- Batka Ignác Barna
- Bartók Krisztián (közönségszavazás alapján)
- Hajdu Klára
- Székelyhidi Balázs
- Vigaszágos kiadás
- Bartók Krisztián Strong Enough. Kiesett
- Gáspár Laci – I Believe I Can Fly Továbjutott
- Hajdú Klára Hazahúz a szívem Kiesett
- Szabó Leslie Fényünk összeérhet Továbbjutott
- Szeékelyhidi-Balázs- I-wanna-rock-n-roll-all-nite Kiesett
- Batka-Ignác Barna Im walking away Kiesett

| Kandech Evelyne | 1000 mirrors               | Továbbjutott |
| Szabó Leslie    | Két perc csak a világ      | Továbbjutott |
| Schmidt Vera    | Nézhetnélek                | Továbbjutott |
| Aczél Gergő     | Groove szív                | Kiesett      |
| Tóth Vera       | Hamu és Gyémánt            | Továbbjutott |
| Galambos Dorina | Bathwater                  | Továbbjutott |
| Dér Henrietta   | River deep Mountain High   | Továbbjutott |
| Mujahid Zoltán  | Mondd mennyit ér           | Továbbjutott |
| Schmidt Barbara | How Come You don't Call Me | Továbbjutott |
| Gáspár László   | Lovin' On Borrowed Time    | Továbbjutott |
| Nagy Edmond     | If l Only knew             | Továbbjutott |
| Oláh Ibolya     | What's Up                  | Továbbjutott |

2. Döntő
| Galambos Dorina | Can't Buy Me Love           | Kiesett      |
| Tóth Veronika   | A Hard Day's Night          | Továbbjutott |
| Szabó Leslie    | Hey Jude                    | Továbbjutott |
| Oláh Ibolya     | Oh Darling                  | Továbbjutott |
| Nagy Edmond     | And I Love her              | Továbbjutott |
| Schmidt Barbara | Long and Winding            | Továbbjutott |
| Gáspár László   | Got to get you into My Life | Továbbjutott |
| Schmidt Vera    | Norwegian Wood              | Továbbjutott |
| Dér Henrietta   | Help                        | Továbbjutott |
| Mujahid Zoltán  | Yesterday                   | Továbbjutott |
| Kandech Everlye | Drive My Car                | Továbbjutott |

3. Döntő
| Szabó Leslie    | Annyi minden          | Továbbjutott |
| Nagy Edmond     | You                   | Továbbjutott |
| Tóth Veronika   | Son Of A Preacher Man | Továbbjutott |
| Dér Heni        | Knock on Wood         | Továbbjutott |
| Oláh Ibolya     | Mountains O' Things   | Továbbjutott |
| Schmidt Barbara | Killing Me Softly     | Továbbjutott |
| Kandech Everlye | You're Not Alone      | Továbbjutott |
| Schmidt Vera    | Kiss From The Rose    | Továbbjutott |
| Mujahid Zoltán  | Ha Arra Vágysz        | Kiesett      |
| Gáspár László   | My Cherie Amour       | Továbbjutott |

4. Döntő
| Oláh Ibolya     | The Man With The Golden Sun | Továbbjutott |
| Gáspár László   | A Whole New World           | Továbbjutott |
| Schmidt Barbara | Licence to Kill             | Utolsó kettő |
| Kandech Evelyne | Somewhere Over The Rainbow  | Továbbjutott |
| Dér Henrietta   | Then You Look At Me         | Kiesett      |
| Szabó Leslie    | Streets Of Philadelphia     | Továbbjutott |
| Tóth Veronika   | Surrender                   | Továbbjutott |
| Schmidt Vera    | You'll Be In My Heart       | Továbbjutott |
| Nagy Edmond     | From Russia With Love       | Továbbjutott |

5. Döntő
| Oláh Ibolya     | Situation                                 | Továbbjutott |
| Tóth Veronika   | What's Love Go To Do With It              | Továbbjutott |
| Gáspár László   | Celebration                               | Továbbjutott |
| Kandech Evelyne | Sing Your Name                            | Továbbjutott |
| Schmidt Vera    | I Still Haven't Found What Im Looking For | Továbbjutott |
| Schmidt Barbara | Walking On Sunshine                       | Kiesett      |
| Szabó Leslie    | Right Here Waiting                        | Továbbjutott |
| Nagy Edmond     | You Spin Me Round                         | Továbbjutott |

6. Döntő
| Kandech Evelyne | Hole in The Head                   | Továbbjutott |
| Nagy Edmond     | Sorry Seems To Be The Hardest Word | Továbbjutott |
| Schmidt Vera    | Thank You                          | Továbbjutott |
| Tóth Veronika   | Crazy In Love                      | Továbbjutott |
| Gáspár László   | Feel                               | Továbbjutott |
| Oláh Ibolya     | Family Portrait                    | Továbbjutott |
| Szabó Leslie    | Come Undone                        | Kiesett      |

7. Döntő
| Nagy Edmond     | Egy Darabot a szívemből         | Kiesett      |
| Schmidt Vera    | Minden Szónál Többet ér egy dal | Továbbjutott |
| Tóth Veronika   | Magány                          | Továbbjutott |
| Oláh Ibolya     | Hazám                           | Továbbjutott |
| Gáspár László   | Zene nélkül mit érek én         | Továbbjutott |
| Kandech Evelyne | Most élsz                       | Továbbjutott |

Második kör
| Oláh Ibolya     | Legyen ünnep                |
| Kandech Evelyne | Sajtból van a hold          |
| Gáspár László   | Hogyan tudnék élni nélküled |
| Schmidt Vera    | Várj míg Felkel majd a nap  |
| Nagy Edmond     | Fekszem az ágyon            |
| Tóth Veronika   | A szabadság vándorai        |

8. Döntő
| Auth Csilla és Tóth Veronika     | Say Say Say      | Továbbjutott |
| Király Linda és Gáspár László    | Endless Love     | Továbbjutott |
| Novák Péter és Oláh Ibolya       | Tonight          | Továbbjutott |
| Szikora Róbert és Schmidt Vera   | Something Stupid | Kiesett      |
| Ganxsta Zolee és Kandech Evelyne | I'm Real         | Továbbjutott |

Második kör
| Tóth Veronika Oláh Ibolya és Kandech Evelyne | Lady Marmelade           |
| Gáspár László és Schmidt Vera                | Antother day in paradise |

9. Döntő
| Tóth Veronika   | A zöld a bíbor és a fekete | Továbbjutott |
| Gáspár László   | Homok a szélben            | Utolsó Kettő |
| Kandech Evelyne | Hűtlen                     | Kiesett      |
| Oláh Ibolya     | Szállj fel magasra         | Továbbjutott |

Második kör
| Kandech Evelyne | L.O.V.E           |
| Oláh Ibolya     | Too Darn Hot      |
| Tóth Veronika   | New York New York |
| Gáspár László   | All of me         |

10. Döntő
| Oláh Ibolya   | When You're Good To Mama | Utolsó Kettő |
| Gáspár László | Fame                     | Kiesett      |
| Tóth Veronika | Easy To Be Hard          | Továbbjutott |

Második kör
| Oláh Ibolya   | Álmodtam egy világot |
| Gáspár László | Eljött a perc        |
| Tóth Veronika | Fényév távolság      |

Finálé
| Tóth Veronika | I Have Nothing | Győztes         |
| Oláh Ibolya   | Free Your Mind | Második Helyzet |

Második kör
| Tóth Veronika | Pretending             |
| Oláh Ibolya   | You Make My World Turn |

Harmadik kör
| Tóth Veronika | Titkos szobák szerelme |
| Oláh Ibolya   | Titkos szobák szerelme |

Utolsó kör
| Tóth Veronika és Oláh Ibolya | Sisters Are Doin' lt For The mselves |

## Nézettség
| Epizód        | Vetítés            | Teljes Lakosság | Arány(%) | Heti heyezés | For. |
| ------------- | ------------------ | --------------- | -------- | ------------ | ---- |
| Casting I.    | 2003. október 11.  | 1.344 millió    | 35.5     | -            | (1)  |
| Casting II.   | 2003. október 18.  | 1,693 millió    | 39.4     | 2.           | (2)  |
| Casting III.  | 2003. október 25.  | 1,781 Millió    | 37,4     | -            | (3)  |
| Elődöntő I.   | 2003. november 1.  | 1,475 Millió    | 38,1     | -            | (4)  |
| Elődöntő II.  | 2003. november 8.  | 1,028 millió    | 22,3     | 15           | (5)  |
| Elődöntő III. | 2003. november 15. | 1,085 millió    | 22,8     | -            | (6)  |
| Elődöntő IV.  | 2003. november 22. | 1,812 millió    | 40.6     | 2.           | (7)  |
| Elődöntő V.   | 2003. november 29. | 1,193 millió    | 24,1     | -            | (8)  |
| Élődöntő VI.  | 2003. december 6.  | 1,271 millió    | 26,3     | -            | (9)  |
| Élő műsorok   |                    |                 |          |              |      |
| Élődöntő VII. | 2004. január 10.   | 1.344 millió    | 27,1     | -            | (10) |
| Döntő I.      | 2004. január 24.   | 1,469 millió    | 30,7     | -            | (11) |
| Döntő II.     | 2004. január 31.   | 1,658 millió    | 33,7     | -            | (12) |
| Döntő III.    | 2004. február 7.   | 1,657 millió    | 34,2     | -            | (13) |
| Döntő IV.     | 2004. február 14.  | 1,881 millió    | 45       | -            | (14) |
| Döntő V.      | 2004. február 21.  | 2,191 millió    | 48,9     | 2            | (15) |
| Döntő VI.     | 2004. február 28.  | 2,13 millió     | 48,2     | -            | (16) |
| Döntő VII.    | 2004. március 6.   | 2,019 millió    | 49       | -            | (17) |
| Döntő VIII.   | 2004. március 13.  | 1,96 millió     | 46,7     | -            | (18) |
| Döntő IX      | 2004. március 20.  | 2,07 millió     | 48,5     | -            | (19) |
| Döntő X.      | 2004. március 27.  | 1,971 millió    | 46,2     | -            | (20) |
| Finálé        | 2004. április 3.   | 2.234 millió    | 23.9     | -            | (21) |

| 1.  | Csillagdal                                 |                    |  |
| 2.  | Mondd, mennyit ér                          | Mujahid Zoltán     |  |
| 3.  | Incomplete                                 | Batka Ignác Barna  |  |
| 4.  | Bathwater                                  | Galambos Dorina    |  |
| 5.  | Hamu és gyémánt                            | Tóth Vera          |  |
| 6.  | Lovin' On Borrowed Time                    | Gáspár László      |  |
| 7.  | River Deep-Mountain High                   | Dér Henrietta      |  |
| 8.  | Nézhetnélek                                | Schmidt Vera       |  |
| 9.  | 1000 Mirrors                               | Kandech Evelyne    |  |
| 10. | Groove szív                                | Aczél Gergő        |  |
| 11. | You Are So Beautiful                       | Hajdú Klára        |  |
| 12. | What's Up?                                 | Oláh Ibolya        |  |
| 13. | Shock To The System                        | Székelyhidi Balázs |  |
| 14. | How Come You Don't Call Me?                | Schmidt Barbara    |  |
| 15. | Can't Take My Eyes Off Of You              | Bartók Krisztián   |  |
| 16. | Két perc                                   | Szabó Leslie       |  |
| 17. | If I Only Knew                             | Nagy Edmond Géza   |  |
| 18. | Csillagdal (karaoke version) (bonus track) |                    |  |

| 1.  | Én csak fújom a dalt                   |                 |  |
| 2.  | Yesterday                              | Mujahid Zoltán  |  |
| 3.  | Thank You                              | Schmidt Vera    |  |
| 4.  | Back In The USSR                       | Aczél Gergő     |  |
| 5.  | Streets Of Philadelphia                | Szabó Leslie    |  |
| 6.  | Over The Rainbow                       | Kandech Evelyne |  |
| 7.  | Feel                                   | Gáspár László   |  |
| 8.  | Fényév távolság                        | Tóth Vera       |  |
| 9.  | Killing Me Softly                      | Schmidt Barbara |  |
| 10. | Knock On Wood                          | Dér Henrietta   |  |
| 11. | Son Of Preacherman                     | Tóth Vera       |  |
| 12. | Perhaps, Perhaps, Perhaps              | Galambos Dorina |  |
| 13. | You Spin Me Round                      | Nagy Edmond     |  |
| 14. | Ez itt az én hazám                     | Oláh Ibolya     |  |
| 15. | Csillagdal (Csillagswing) (bónusz dal) |                 |  |
| 16. | Csillagdal (Club Mix) (bónusz dal)     |                 |  |